# Araneus bimaculicollis
Araneus bimaculicollis este o specie de păianjeni din genul Araneus, familia Araneidae, descrisă de Hu în anul 2001. Conform Catalogue of Life specia Araneus bimaculicollis nu are subspecii cunoscute.